# Палеодеревня
Палеодере́вня — образовательно-туристический комплекс исторических реконструкций, образованный на базе археологического лагеря, работающего на раскопках Екатериновского городища — археологического памятника культуры чжурчжэней (XIII века); представляет собой музей под открытым небом. Комплекс располагается на территории Партизанского района Приморского края. Реализован Музейно-выставочным центром «Находка».
Проект комплекса был разработан педагогом Дома детского туризма и экскурсий Василием Анохиным, и реализован в рамках работы Музейно-выставочного центра «Находка», стал победителем конкурса «Меняющийся музей в меняющемся мире» в 2006 году. На средства гранта фонда Владимира Потанина в размере $16000 проект был реализован летом 2006 года.
Расположен в 300 метрах от древнего Екетериновского городища (оборонительный вал крепости) эпохи чжурчжэней XIII века у посёлка Боец Кузнецов Партизанского района. На лесной поляне по археологическим и этнографическим материалам были воссозданы дома первобытных людей разных эпох, от палеолита до Средневековья. Екатериновское городище было обнаружено в XIX веке, археологические раскопки проводятся с 1960-х годов. Здесь были обнаружены древние жилища; предметы быта из дерева, камня и металла. Площадь городища составляет около 20 гектаров.
На базе Палеодеревни с 2009 года проводится детский этнический фестиваль дальневосточного масштаба «Живой источник», в котором участвуют творческие коллективы и исполнители вокала, хора, инструментальной музыки, хореографии, прикладного искусства. В 2010 году в фестивале участвовал детский ансамбль удэгейцев из села Красный Яр Приморского края.